# Marianne Saenen
Marianne Saenen (Angleur, 28 november 1949) is een Belgisch politica van Ecolo.

## Levensloop
Geboren in de provincie Luik, bracht Saenen haar jeugd door in Belgisch Congo. Na de onafhankelijkheid verlieten zij en haar familie het land echter.
Na haar studies in de Verenigde Staten ging Saenen voor verpleegster studeren in Luik. In 1976 verhuisde ze naar Huppaye in Waals-Brabant en van 1981 tot 1989 was ze verpleegster verbonden aan het Wit-Gele Kruis in Geldenaken. In 1989 verliet ze echter het medisch milieu om onderzoekster te worden aan de Université Catholique de Louvain en bleef dit tot in 2009. 
In het begin van de jaren '90 werd ze ook actief bij de partij Ecolo en was kandidaat bij verschillende verkiezingen. In september 1999 werd ze gemeenteraadslid van Ramillies. Saenen bleef dit tot in 2009 en oefende deze functie opnieuw uit van 2012 tot 2020. 
In 2009 werd ze voor het arrondissement Nijvel verkozen in het Waals Parlement en in het Parlement van de Franse Gemeenschap en vervulde deze mandaten tot in mei 2014, toen ze niet herkozen werd.